# Wypowiedzi nieinformujące
Mianem wypowiedzi nieinformującej określić można taką wypowiedź, w której pogwałcono albo reguły syntaktyczne albo reguły znaczeniowe obowiązujące na gruncie danego języka.  Wyróżnić można co najmniej trzy kategorie wypowiedzi nieinformującej: mowę chaotyczną, nonsens językowy, wypowiedź sprzeczną.

## Mowa chaotyczna
Mową chaotyczną nazywa się wypowiedź, która nie posiada logicznie poprawnej struktury. Gdy stopień tego błędu jest odpowiednio wysoki, wypowiedź ta przestaje cokolwiek znaczyć.
Przykład:
Drzewo składa się z korzeni, pnia i liści. Liście są zielone dopóki nie nadejdzie jesień. W zimie drzewo nie ma liści, a śnieg pada na jego gałęzie, na których lubią siadać ptaki.

## Nonsens językowy
W potocznym znaczeniu słowa „nonsens” znaczy tyle co wypowiedź fałszywa w sposób oczywisty. W przeciwieństwie do tego, jako nazwa błędu logiczno-językowego, nonsens (wypowiedź pozorna) oznacza wypowiedź, która nie pełni żadnych funkcji znakowych. Inaczej to wyrażając, nonsens to wypowiedź nic nie znacząca, czyli nie pozwalająca się rozumieć w żaden określony sposób. Inna nazwa nonsensu to wypowiedź pozorna, czyli wypowiedź, która być może w intencji jej nadawcy miała coś znaczyć, jednakże ze względu na błędy jakie zawiera, nie znaczy nic. Wyróżnić można dwa rodzaje nonsensu językowego: absolutny i względny.

### Nonsens absolutny
Nonsens absolutny jest wypowiedzią, w której układ wyrazów lub wyrażeń jest niezgodny z regułami składni danego języka, jednakże każdy wyraz (zwrot) wzięty w izolacji ma znaczenie.
Przykłady:
Za jaki jest wykres?
Nieprawda, że czy w tym języku logika jest trudna.

### Nonsens względny
Nonsens względny jest wypowiedzią zawierającą jakiś obcy, ze względu na dany język, wyraz lub zwrot i jednocześnie nie jest jego definicją. 
Przykłady:
Body-mind problem jest jednym z zasadniczych problemów filozofii umysłu.
Twój Weltanschauung jest podobny do mojego.
Tu quoque jesteś dobrym przyjacielem.
Dana wypowiedź przestaje być nonsensem wtedy, gdy znaczenie obcego zwrotu zostanie wyjaśnione. Ten rodzaj błędu popełniany bywa bardzo często, ponieważ nadawcy wypowiedzi zapominają, że jej adresaci nie zawsze znają terminologię danej dyscypliny naukowej. Terminologią taką wolno posługiwać się w stosunku do każdego audytorium pod tym jednakże warunkiem, że wyjaśni się znaczenia wszystkich tego typu teminów.

## Wypowiedź sprzeczna
Wypowiedź sprzeczna jest to wypowiedź, która sprowadza się do pary takich zdań (twierdzeń), z których jedno zaprzecza dokładnie temu, co stwierdza drugie, i jednocześnie żadne z tych zdań nie jest odwołaniem drugiego. 
Przykład:
Rozważając kwestię wartości i ich kryterium odwołujemy się do określonych elementów samej rzeczywistości, a nie do logicznego charakteru wypowiedzi o nich.  To logiczny charakter wypowiedzi o wartościach ma znaczenie fundamentalne.
Przytoczona wyżej wypowiedź nie pozwala nam przyjąć, że drugie z powyższych zdań jest wycofaniem się ze stanowiska wyrażonego w zdaniu pierwszym.